# Priboj (Srbsko)

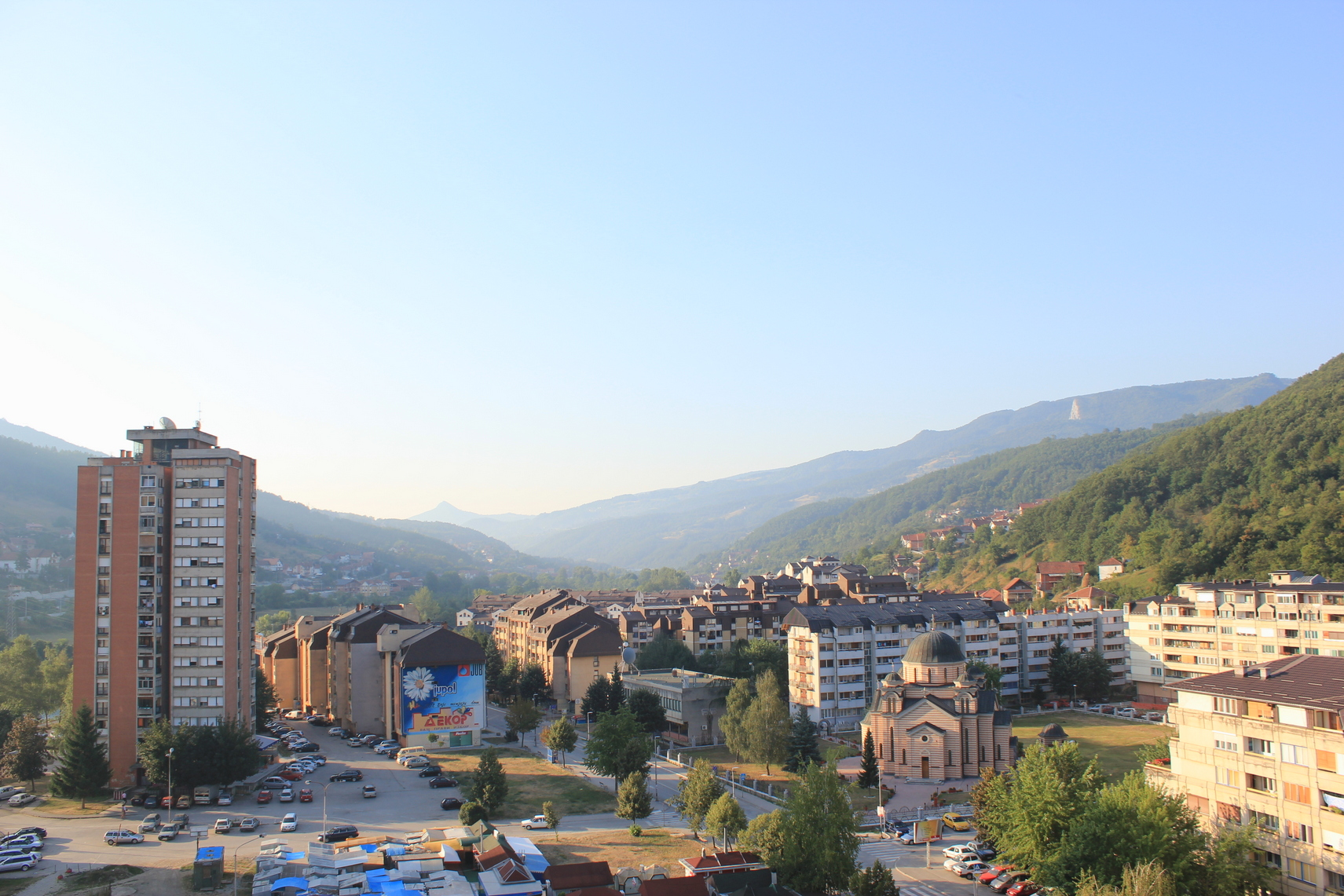
Pohled na město

Priboj (v srbské cyrilici Прибој) je město v srbském Zlatiborském okruhu. Nachází se na západě země, na samé hranici s Bosnou a Hercegovinou v hornaté krajině. V roce 2011 zde žilo podle sčítání lidu 14 920 obyvatel. Je sídlem stejnojmenné opštiny.

## Historie
Ve středověku byla oblast údolí řeky Lim, která se nachází v blízkosti dnešního města, součástí středověkého srbského státu. Podle oficiálních zdrojů zde existovala osada na počátku 15. století. Poprvé však osadu na tomto místě zaznamenal arabský cestovatel El Idriz Abdulláh v roce 1153.
Město se dostalo pod tureckou nadvládu postupně v období od let 1459 až 1463. Součástí Osmanské říše bylo až do roku 1912, kdy připadlo spolu s regionem Sandžak Srbsku. Během období turecké nadvlády byl Priboj administrativně součástí několika okolních administrativních jednotek (spadal pod Višegrad, Čajniče, Novu Varoš, Prijepolje a Pljevlju). Po Berlínském kongresu v roce 1878 byla v Priboji umístěna rakousko-uherská vojenská posádka, která zde zůstala až do roku 1909. Rakousko-uherské vojsko přineslo do města vymoženosti moderní civilizace. Přestože Priboj zůstával i nadále součástí Osmanské říše, přicházely sem evropské zvyky, zboží a byl tu vybudován také i první hotel evropského typu. Roku 1865 byla do Priboje zavedena elektřina. V roce 1888 byla vybudována dodnes dochovaná[zdroj?] mešita.
Po vypuknutí první světové války získalo město strategicky značný význam. Jako jedno z posledních srbských měst u hranice s Bosnou a Hercegovinou se nacházelo přímo na linii s nepřátelským Rakousko-Uherskem. Po zhroucení srbské obrany v roce 1915 však byl i Priboj obsazen, stejně jako zbytek Srbska, vojsky Rakousko-Uherska. Od roku 1918 bylo město součástí Království Srbů, Chorvatů a Slovinců a později Jugoslávie. V meziválečném období byl rozvoj města velmi pomalý, především díky špatné hospodářské situace království. V roce 1921 mělo město 220 domů a 1050 obyvatel. Místní pravoslavný chrám byl dokončen v roce 1940.
Priboj byl v druhé světové válce obsazen jako jedno z posledních měst v Jugoslávii, dne 17. dubna 1941. Nejprve jej obsadily německé jednotky, nicméně město bylo připojeno k italské okupační zóně, kde zůstalo až do roku 1943 (tj. do kapitulace Itálie). Následně vykonávalo okupační správu nad městem Bulharsko. Dne 12. září 1943 byl Priboj obsazen jednotkami četniků. Na začátku roku 1945 se uskutečnily vojenské operace partyzánského vojska s cílem osvobození města a 12. ledna 1945 byl Priboj osvobozen.
Po skončení války bylo město industrializováno. V roce 1946 zde bylo otevřeno gymnázium a roku 1976 bylo napojeno na jugoslávskou železniční síť dokončením trati Bělehrad–Bar.

## Známé osobnosti
Z Priboje pocházejí následující slavné osobnosti:
- Mileta Lisica, basketbalista
- Nada Polić – "Ana Bekuta", zpěvačka
- Amela Terzić, atletka
- Miloš Raović, atlet
- Mustafa Hasanagić, fotbalista
- Alem Toskić, házenkář
- Slađan Šćepović, fotbalista
- Sead Hamzić, zpěvák
- Komnen Cvijović, atlet
- Ahmet Ćelović, fotbalista
- Feriz Ćelović, fotbalista
- Ognjen Cvijović, atlet
- Mirsad Terzić, házenkář